# Lista de canções gravadas por Iggy Azalea

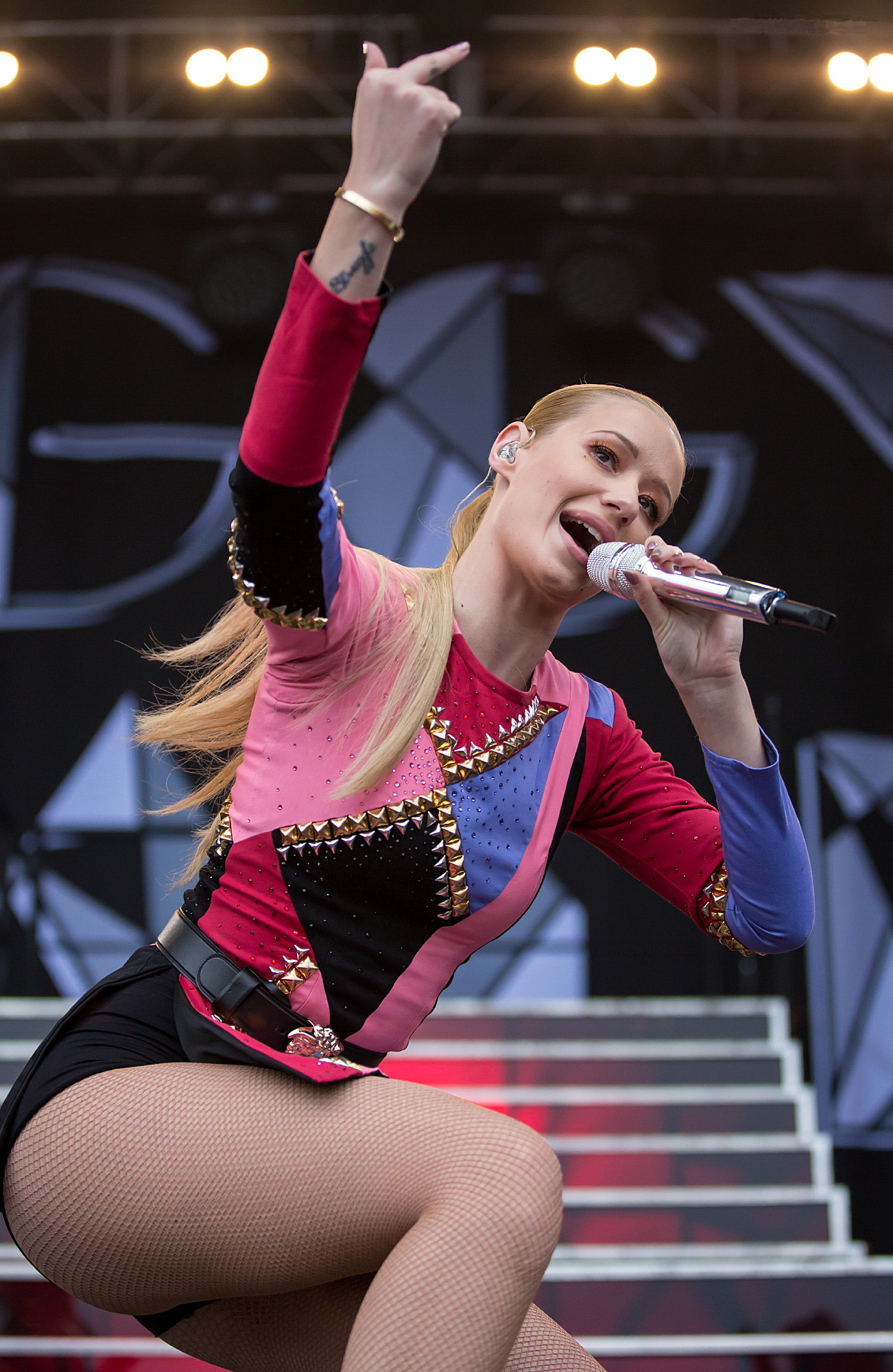
Iggy Azalea se apresentando ao vivo no ACL Music Festival em outubro de 2014

A seguir se apresentam a lista das canções gravadas por Iggy Azalea, uma rapper australiana que já gravou material para um álbum de estúdio, um relançamento, um extended play (EP) e duas mixtapes, entre outros lançamentos musicais, algumas das quais foram colaborações com outros artistas. A primeira mixtape de Azalea, Ignorant Art, seu primeiro lançamento musical e também o projeto geralmente creditado como o de início da carreira, foi lançado em setembro de 2011 e gravado em Los Angeles, onde Azalea morava desde desde o ano anterior, após a migração da Austrália para os Estados Unidos em 2006, quando ela tinha dezesseis anos para seguir uma carreira no rap. Antes do lançamento da mixtape, Azalea havia compartilhado vários vídeos caseiros em seu canal no YouTube como uma rapper underground. Ela, então, juntou-se com o rapper southern T.I., acabando por assinar seu contrato com a Grand Hustle em 2012. Com planos para lançar seu primeiro álbum de estúdio naquele ano, ela acabou liberando um EP de seis músicas gratuito intitulado Glory em julho, com o material que estava originalmente agendado para o álbum, e gravou enquanto estava em Atlanta. Em maio de 2012, Azalea foi destaque na faixa eletrônica colaborativa "Beat Down", de Steve Aoki e Angger Dimas. Ela, então, anunciou que iria lançar sua segunda mixtape em outubro de 2012, TrapGold, produzida inteiramente por Diplo e FKi.
No início de 2013, Azalea assinou um contrato de gravação com a Virgin EMI no Reino Unido, e Def Jam nos Estados Unidos, ambos de propriedade da Universal Music Group, ao mesmo tempo trabalhando em seus próximos singles incluíndo "Work", "Bounce" e "Change Your Life", a última com participação de T.I.. Em abril de 2014, Azalea lançou seu primeiro álbum de estúdio, The New Classic, incluindo também as canções "Fancy", com participação de Charli XCX, e "Black Widow", com participação de Rita Ora. Durante esse período, Azalea fez aparições em singles de outros artistas, como Ariana Grande ("Problem"), T.I. ("No Mediocre") e Jennifer Lopez ("Booty"). Mais tarde nesse ano, ela relançou The New Classic como Reclassified, que contou com músicas do álbum original, bem como cinco faixas gravadas recentemente, incluindo "Beg for It", com participação de MØ, e "Trouble", com participação de Jennifer Hudson. Em 2015, Azalea lançou um dueto com Britney Spears, "Pretty Girls", e apareceu na trilha sonora de Furious 7, posteriormente fazendo uma breve aparição no filme de ação. Ela está atualmente trabalhando em seu segundo álbum de estúdio, Digital Distortion, programado para ser lançado em junho de 2016.

## Canções

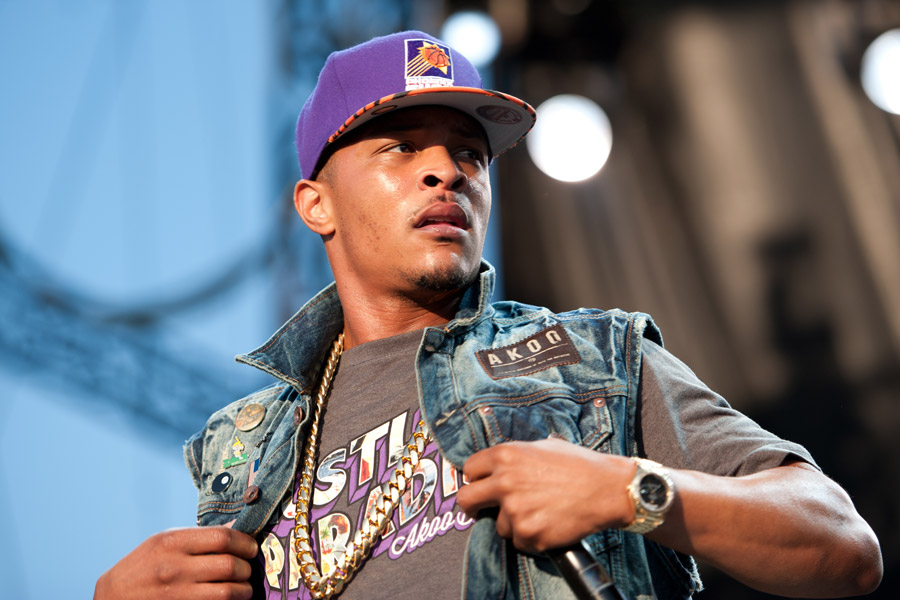
T.I. (foto) tem colaborado com Azalea em várias músicas desde que se conheceram em 2012.

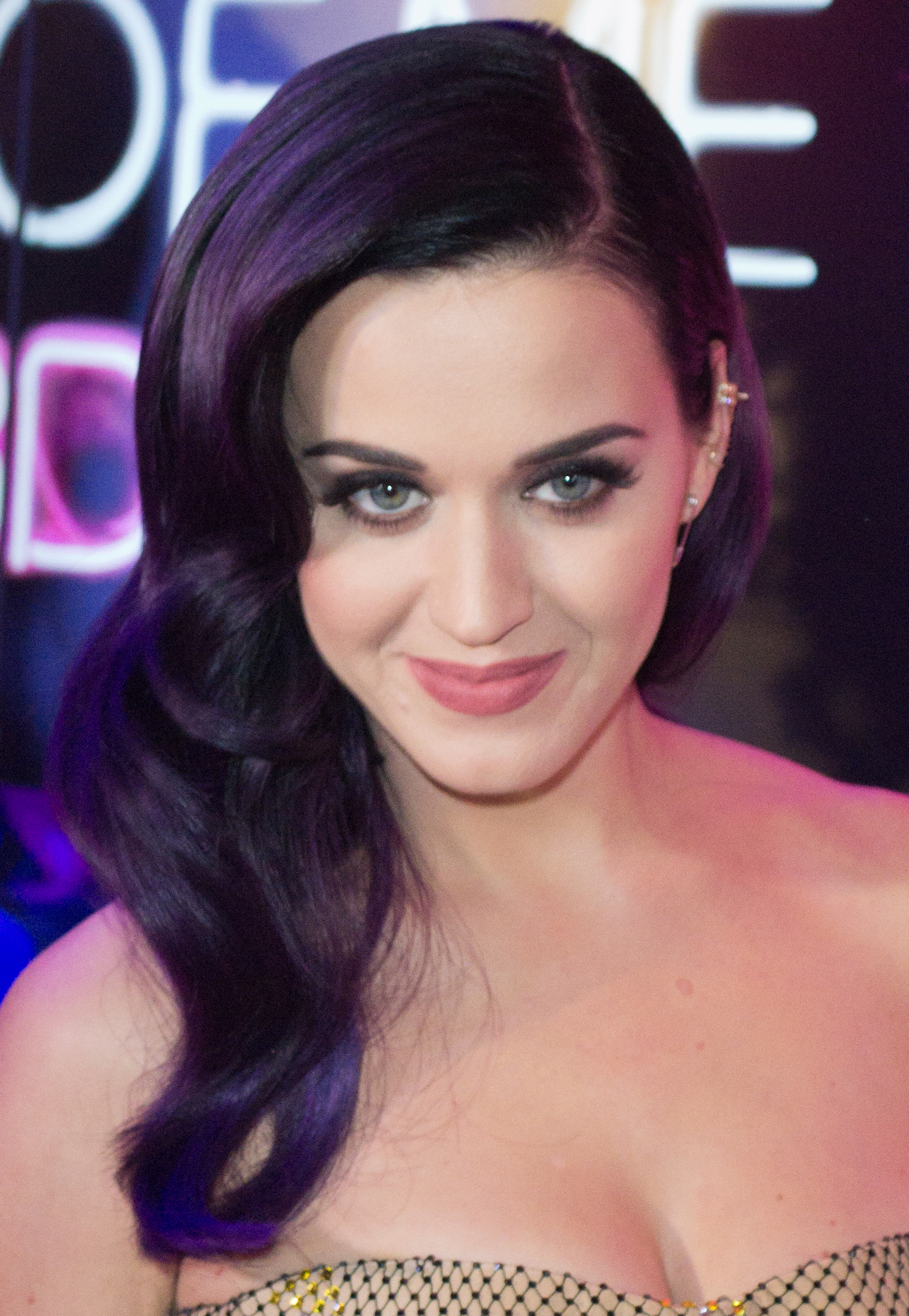
Katy Perry (foto) co-escreveu o gancho do single "Black Widow", de Azalea

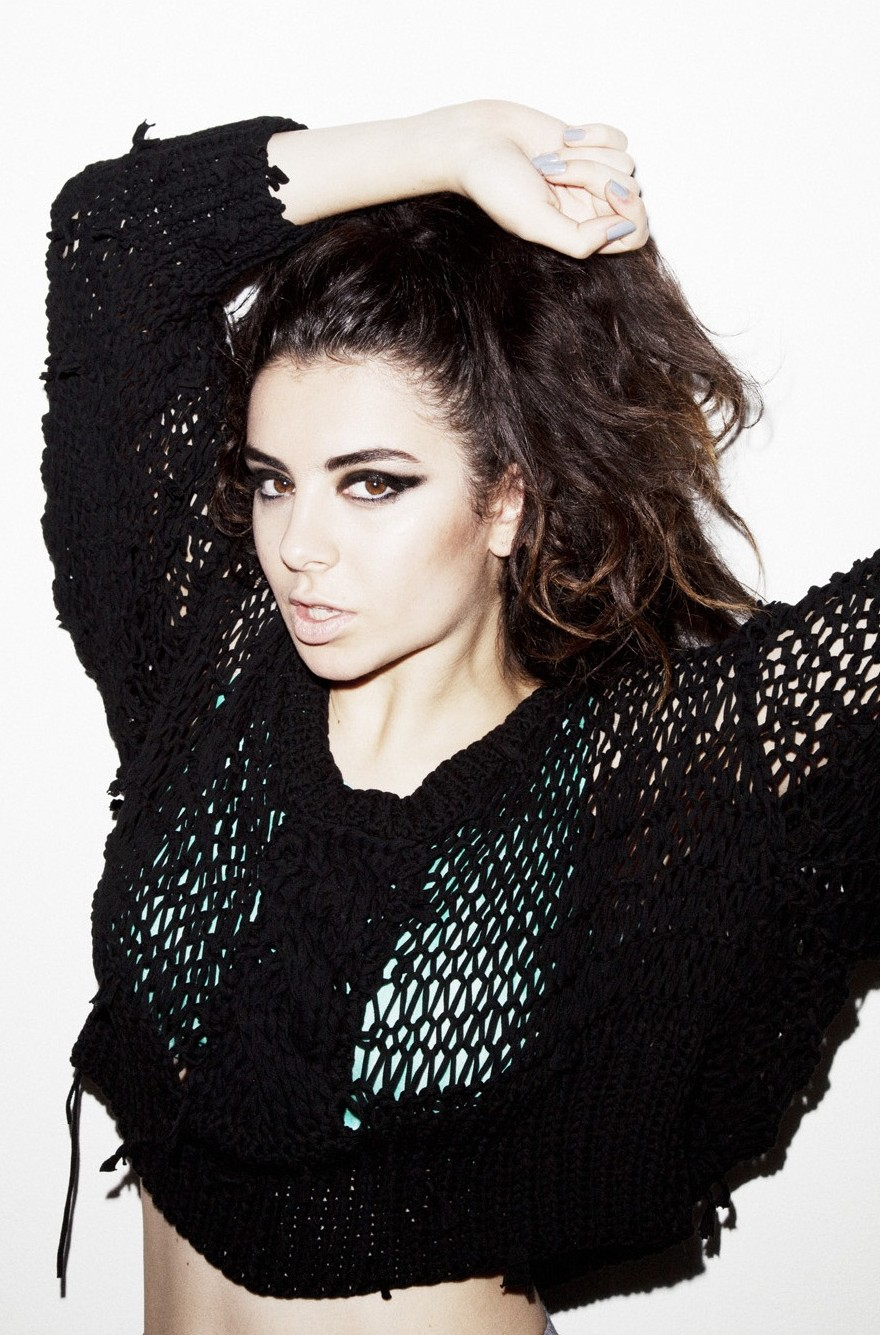
Charli XCX (foto) é participação especial do single "Fancy" que alcançou a posição de número um na parada norte-americana Billboard Hot 100.

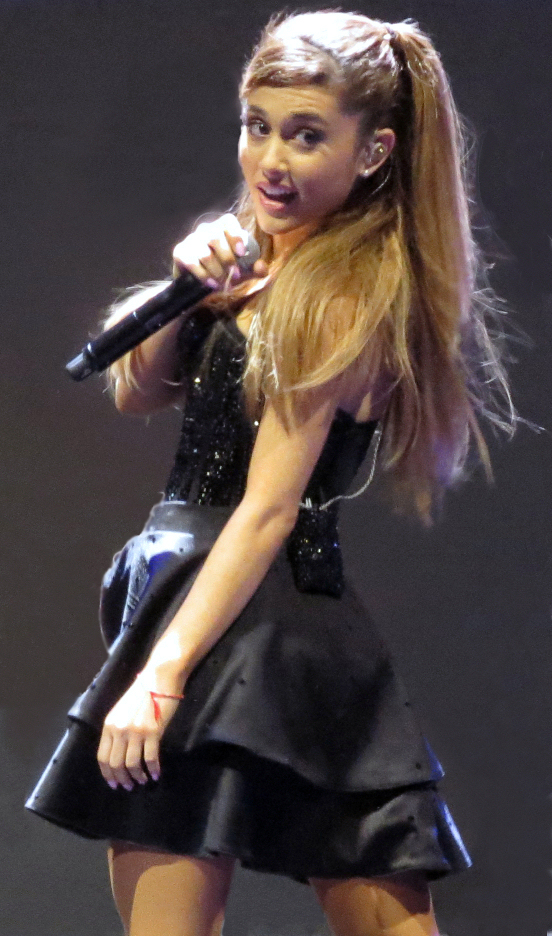
Azalea escreveu seu verso no single "Problem", single de Ariana Grande (foto), e aparece como artista comvidada.

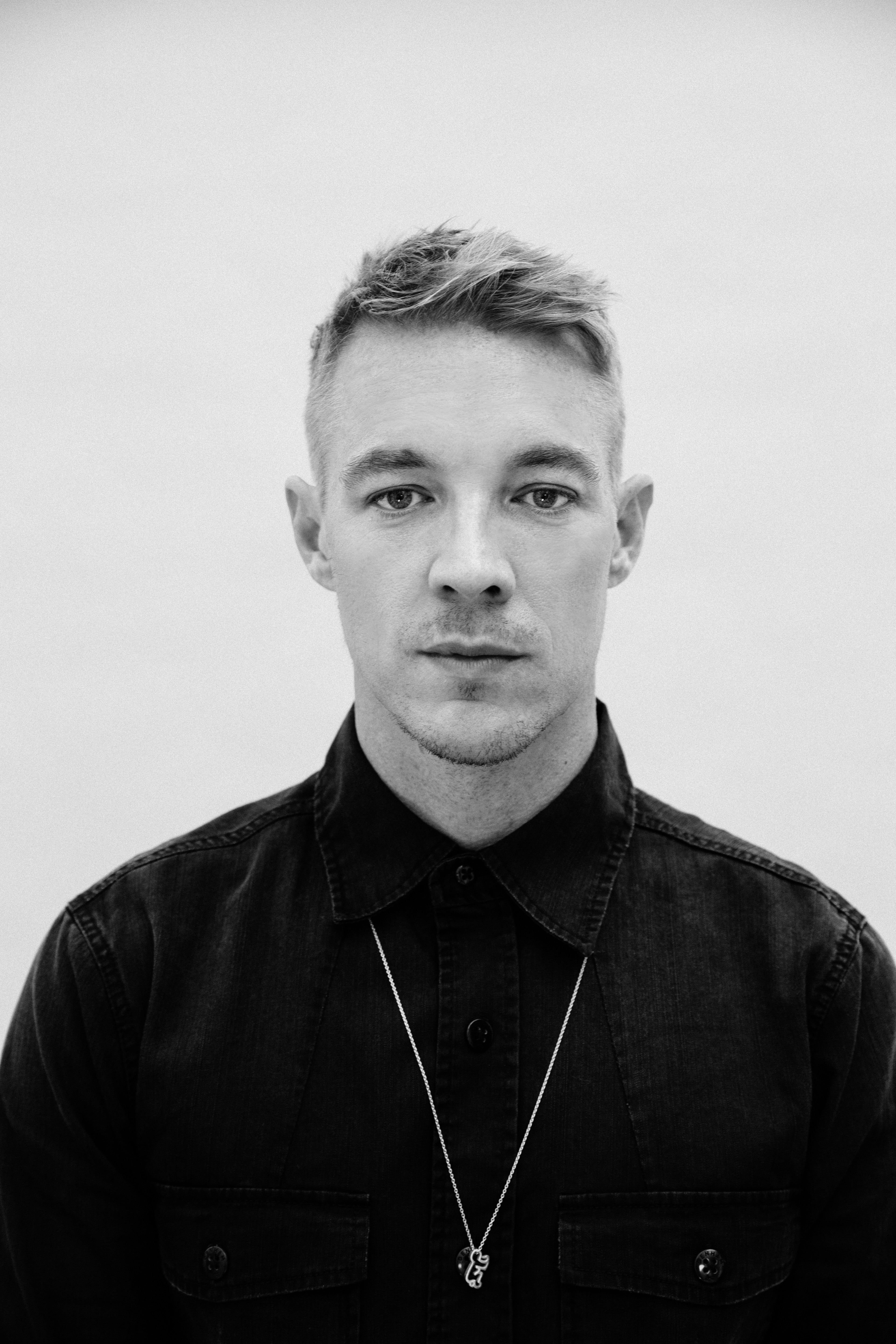
Diplo (foto) é o produtor executivo da mixtape TrapGold, de Azalea, e trabalharam juntos em outras canções.

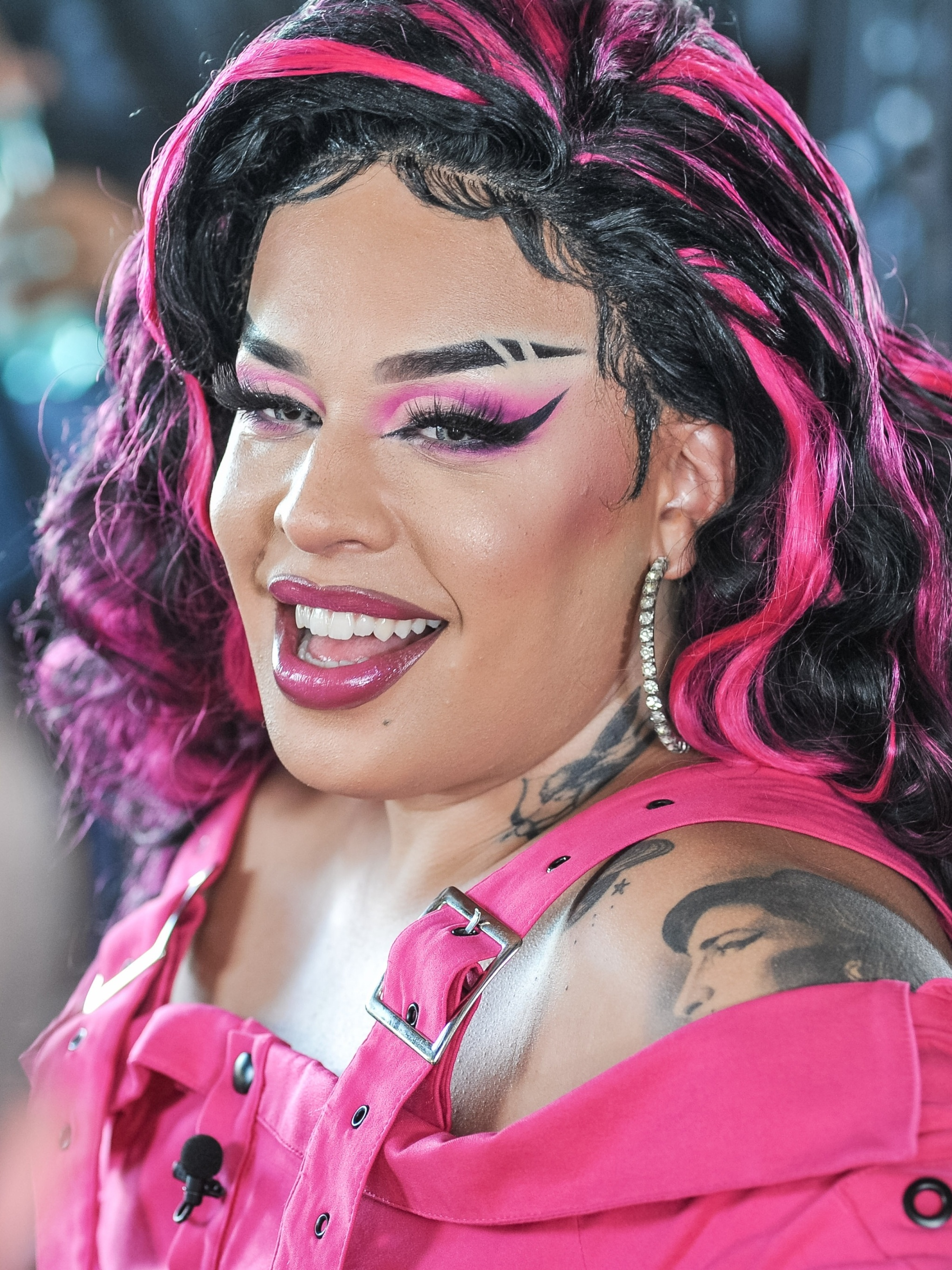
Iggy Azalea colaborou com Gloria Groove (foto) em "Brazil (Remix)";

| † | Denota lançamento como single             |
| ‡ | Denota lançamento como single promocional |
| * | Denota uma canção que não foi lançada     |

| Canção                                   | Outro(s) artista(s)                        | Compositor(es) | Álbum                                  | Ano  | Ref.          |
| ---------------------------------------- | ------------------------------------------ | --- | -------------------------------------- | ---- | ------------- |
| "1 800 BONE"                             | Nenhum                                     | N/A | TrapGold                               | 2012 | [ 8 ]         |
| "100"                                    | Watch The Duck                             | Iggy Azalea T.I. Oscar White Watch The Duck                                                                                          | The New Classic                        | 2014 | [ 10 ]        |
| "Acting Like That"                       | Jennifer Lopez                             | Youngblood XSDTRK Terence Coles James "JDoe" Smith Mark Pitts K. Stephens Iggy Azalea Jennifer Lopez                                 | A.K.A.                                 | 2014 | [ 19 ]        |
| "All Hands on Deck" (Remix) ‡            | Tinashe                                    | Tinashe Stargate Cashmere Cat Bebe Rexha Iggy Azalea                                                                                 | Single sem álbum                       | 2015 | [ 20 ]        |
| "Animal Noise"                           | Nenhum                                     | N/A | Nenhum                                 | 2014 | [ 21 ]        |
| "Azillion"                               | Nenhum                                     | N/A | Digital Distortion                     | 2016 | [ 22 ]        |
| "Bac 2 Tha Future (My Time)"             | Nenhum                                     | N/A | TrapGold                               | 2012 | [ 8 ]         |
| "Backseat"                               | Chevy Jones                                | N/A | Ignorant Art                           | 2011 | [ 1 ]         |
| "Beat Down" †                            | Steve Aoki Angger Dimas                    | Steve Aoki Angger Dimas Iggy Azalea Brandon Salaam Bailey                                                                            | Wonderland (Remixed)                   | 2012 | [ 7 ]         |
| "Beg for It" †                           | MØ                                         | Iggy Azalea Charli XCX The Invisible Men Kurtis McKenzie Jon Turner                                                                  | Reclassified                           | 2014 | [ 14 ]        |
| "Best Friend"                            | B.o.B Mac Miller                           | — | Fuck 'Em We Ball                       | 2012 | [ 23 ]        |
| "Black Widow" †                          | Rita Ora                                   | Iggy Azalea Tor Erik Hermansen Mikkel Storleer Eriksen Benny Blanco Katy Perry Sarah Hudson                                          | The New Classic                        | 2014 | [ 10 ]        |
| "Booty" †                                | Jennifer Lopez                             | Cory Rooney Jennifer Lopez Benny Medina Chris Brown Asia Bryant Diplo Lewis D. Gittus Tedra Renee Wilson Danny Omerhodic Iggy Azalea | Single sem álbum                       | 2014 | [ 13 ]        |
| "Boss Lady"                              | Nenhum                                     | N/A | Woman On Top                           | 2012 | [ 24 ]        |
| "Bounce" †                               | Nenhum                                     | Iggy Azalea Mark Orabiyi Oladayo Olatunji Natalie Sims Mike Di Scala Speedy J                                                        | The New Classic                        | 2013 | [ 10 ]        |
| "Burgundy Shit"                          | Nenhum                                     | N/A | N/A                                    | 2012 | [ 25 ]        |
| "Can't Lose"                             | Lil Uzi Vert                               | Iggy Azalea Lasanna "Ace" Harris Verse Simmonds Shama "Sak Pase" Joseph Tumeh Gailor Lil Uzi Vert                                    | Digital Distortion                     | 2017 | [ 27 ]        |
| "Change Your Life" †                     | T.I.                                       | Iggy Azalea Natalie Sims Raja Kumari The Messengers Lovy Longomba T.I.                                                               | The New Classic                        | 2013 | [ 10 ]        |
| "Chasin Me"                              | T.I. Young Dro Kris Stephens               | N/A | G.D.O.D. (Get Dough or Die)            | 2013 | [ 29 ]        |
| "Cheeks" *                               | Nenhum                                     | N/A | N/A                                    | 2013 | [ 30 ]        |
| "D.R.U.G.S." (Remix)                     | YG                                         | YG | Nenhum                                 | 2011 | [ 31 ]        |
| "Demons"                                 | Nenhum                                     | N/A | TrapGold                               | 2012 | [ 8 ]         |
| "Designer Drugs" *                       | Nenhum                                     | N/A | N/A                                    | 2013 | [ 32 ]        |
| "Dibby Sound" *                          | Nenhum                                     | N/A | N/A                                    | 2013 | [ 33 ]        |
| "Don't Need Y'all"                       | Nenhum                                     | Iggy Azalea The Invisible Men Jon Mills Jon Turner                                                                                   | The New Classic                        | 2014 | [ 10 ]        |
| "Down South"                             | Nenhum                                     | N/A | TrapGold                               | 2012 | [ 8 ]         |
| "Drop That Shit"                         | Problem                                    | N/A | Ignorant Art                           | 2011 | [ 1 ]         |
| "Fancy" †                                | Charli XCX                                 | Iggy Azalea Charli XCX The Invisible Men The Arcade                                                                                  | The New Classic                        | 2014 | [ 10 ]        |
| "Flash"                                  | Mike Posner                                | Iggy Azalea Mike Posner Glenda Proby                                                                                                 | Glory                                  | 2012 | [ 6 ]         |
| "Flexin' & Finessin'                     | Juicy J                                    | — | TrapGold                               | 2012 | [ 8 ]         |
| "Fuck Love"                              | Nenhum                                     | Iggy Azalea Jon Turner Jon Mills Rock City The Invisible Men                                                                         | The New Classic                        | 2014 | [ 10 ]        |
| "G.U.N.S."                               | Sauce Lord Rich                            | N/A | Know Me                                | 2015 | [ 36 ]        |
| "Girl Crush" *                           | Selena Gomez                               | N/A | N/A                                    | 2015 | [ 37 ] [ 38 ] |
| "Glory"                                  | Nenhum                                     | Iggy Azalea Glenda Proby | Glory                                  | 2012 | [ 6 ]         |
| "Go Hard or Go Home" ‡                   | Wiz Khalifa                                | Wiz Khalifa Iggy Azalea The Featherstones                                                                                            | Furious 7                              | 2015 | [ 16 ]        |
| "Goddess"                                | Nenhum                                     | Iggy Azalea The Invisible Men Jon Turner Jon Mills Frank Farian                                                                      | The New Classic                        | 2014 | [ 10 ]        |
| "Golddust"                               | Nenhum                                     | — | TrapGold                               | 2012 | [ 8 ]         |
| "He Ain't Goin' Nowhere"                 | Jennifer Hudson                            | Pharrell Williams Amethyst Kelly | JHUD                                   | 2014 | [ 39 ]        |
| "Heavy Crown"                            | Ellie Goulding                             | Iggy Azalea The Invisible Men Ellie Goulding Jon Turner Salt Wives                                                                   | Reclassified                           | 2014 | [ 14 ]        |
| "Hell You Sayin'"                        | T.I. Young Dro Travis Scott                | N/A | SXEW (South by East West)              | 2014 | [ 40 ]        |
| "Hello"                                  | Joe Moses                                  | N/A | Ignorant Art                           | 2011 | [ 1 ]         |
| "Hilife" *                               | Nenhum                                     | N/A | N/A                                    | 2013 | [ 33 ]        |
| "High Level"                             | Skeme                                      | Skeme Iggy Azalea | Ingleworld                             | 2013 | [ 41 ]        |
| "Home Town Hatred"                       | Nenhum                                     | N/A | Nenhum                                 | 2011 | [ 42 ] [ 43 ] |
| "Hustle Gang"                            | Chip T.I.                                  | N/A | London Boy                             | 2012 | [ 44 ]        |
| "I Think She Ready"                      | FKi Diplo                                  | N/A | Transformers n the Hood                | 2012 | [ 45 ]        |
| "I'm Coming Out" (The Other Woman Remix) | Keyshia Cole                               | Bernard Edwards Nile Rodgers Iggy Azalea                                                                                             | N/A                                    | 2014 | [ 46 ]        |
| "Iggy in Moscow"                         | Nenhum                                     | N/A | Nenhum                                 | 2012 | [ 47 ]        |
| "Iggy SZN" ‡                             | Nenhum                                     | Iggy Azalea The Invisible Men Darryl Reid Jon Turner                                                                                 | Reclassified                           | 2014 | [ 14 ]        |
| "Impossible Is Nothing" ‡                | Nenhum                                     | Iggy Azalea The Arcade Joey Dyer The Invisible Men Gabriel Yared                                                                     | The New Classic                        | 2014 | [ 10 ]        |
| "Just Askin'"                            | Nenhum                                     | Iggy Azalea The Invisible Men Natalie Sims Ryan Woodcock Markous Roberts                                                             | The New Classic                        | 2014 | [ 10 ]        |
| "Kingdom Come"                           | Demi Lovato                                | Demi Lovato Julia Michaels Iggy Azalea Steve Mac                                                                                     | Confident                              | 2015 | [ 48 ]        |
| "Know About Me" (Remix) ‡                | DJ Green Lantern Valentino Khan            | Iggy Azalea DJ Green Lantern Valentino Khan                                                                                          | Single sem álbum                       | 2014 | [ 49 ]        |
| "Lady Patra"                             | Mavado                                     | Iggy Azalea Mavado Jon Turner The Invisible Men Rock City Daler Mehndi                                                               | The New Classic                        | 2014 | [ 10 ]        |
| "Last Plane" *                           | Nenhum                                     | N/A | N/A                                    | 2013 | [ 33 ]        |
| "Leave It" *                             | Nenhum                                     | N/A | Nenhum                                 | 2013 | [ 50 ] [ 51 ] |
| "Light as a Feather"                     | Katy B Diplo                               | N/A | Danger EP                              | 2012 | [ 52 ]        |
| "Live a Little" *                        | Nenhum                                     | N/A | N/A                                    | 2013 | [ 33 ]        |
| "Live Free" *                            | Nenhum                                     | N/A | N/A                                    | 2013 | [ 33 ]        |
| "Me, Myself, My Money"                   | Nenhum                                     | Iggy Azalea Glenda Proby Lil' C | Glory                                  | 2012 | [ 6 ]         |
| "Million Dollar Dream"                   | A. R. Rahman                               | A. R. Rahman Iggy Azalea | Million Dollar Arm                     | 2014 | [ 53 ]        |
| "Millionaire Misfits"                    | B.o.B                                      | Iggy Azalea B.o.B T.I. Maejor | Glory                                  | 2012 | [ 6 ]         |
| "Mo Bounce"                              | Nenhum                                     | Iggy Azalea Jonathan Yip Jeremy Reeves Ray Romulus Ray McCullough Maurice Simmonds Kevin Nishimura James Roh Virman Coquia           | Digital Distortion                     | 2017 | [ 55 ]        |
| "Mo Flow"                                | Skeme                                      | Skeme Iggy Azalea | Alive & Living                         | 2012 | [ 56 ]        |
| "Monkey" *                               | Nenhum                                     | — | —                                      | 2013 | [ 33 ]        |
| "Murda Bizness"                          | T.I.                                       | Iggy Azalea Glenda Proby T.I. Maejor Rock City                                                                                       | Glory                                  | 2012 | [ 6 ]         |
| "My World"                               | Nenhum                                     | N/A | Ignorant Art                           | 2011 | [ 1 ]         |
| "New Bitch"                              | Nenhum                                     | Iggy Azalea The Invisible Men Natalie Sims Joey Dyer                                                                                 | The New Classic                        | 2014 | [ 10 ]        |
| "No Mediocre" †                          | T.I.                                       | T.I. Iggy Azalea DJ Mustard | Paperwork                              | 2014 | [ 12 ]        |
| "Otis" (Remix)                           | Angel Haze                                 | N/A | Nenhum                                 | 2013 | [ 57 ]        |
| "Picture Me Rollin'" *                   | Nenhum                                     | N/A | N/A                                    | 2012 | [ 58 ] [ 59 ] |
| "Pretty Girls" †                         | Britney Spears                             | The Invisible Men Maegan Cottone Iggy Azalea Little Mix                                                                              | Single sem álbum                       | 2015 | [ 15 ]        |
| "Problem" †                              | Ariana Grande                              | Max Martin Savan Kotecha Ilya Iggy Azalea Ariana Grande                                                                              | My Everything                          | 2014 | [ 11 ]        |
| "Pu$$y"                                  | Nenhum                                     | N/A | Ignorant Art                           | 2011 | [ 1 ]         |
| "Quicktime"                              | Nenhum                                     | N/A | TrapGold                               | 2012 | [ 8 ]         |
| "Raise Your Weapon"                      | Stix deadmau5                              | N/A | I Told U So                            | 2012 | [ 60 ]        |
| "Rolex"                                  | Nenhum                                     | Iggy Azalea The Invisible Men Kurtis McKenzie                                                                                        | The New Classic                        | 2014 | [ 10 ]        |
| "Runway"                                 | Pusha T                                    | Iggy Azalea Pusha T B.o.B | Glory                                  | 2012 | [ 6 ]         |
| "Savior" *                               | Nenhum                                     | N/A | N/A                                    | 2016 | [ 61 ]        |
| "Sexy" *                                 | French Montana                             | N/A | N/A                                    | 2016 | [ 62 ]        |
| "Slo."                                   | Nenhum                                     | N/A | TrapGold                               | 2012 | [ 8 ]         |
| "T.W.O. Interlude" *                     | Nenhum                                     | N/A | Nenhum                                 | 2011 | [ 63 ]        |
| "Team" †                                 | Nenhum                                     | Iggy Azalea Bebe Rexha Lauren Christy Chordz Nezzo Omega Ryan Anthony Avilez Louis Harden Stix Juvenile Lil Wayne Mannie Fresh       | Digital Distortion                     | 2016 | [ 64 ] [ 65 ] |
| "The Last Song"                          | Nenhum                                     | N/A | Ignorant Art                           | 2011 | [ 1 ]         |
| "Tonight (It's a Party)"                 | Stephen Marley DJ Khaled Waka Flocka Flame | N/A | Revelation Pt. II: "The Fruit of Life" | 2016 | [ 66 ]        |
| "Treasure Island"                        | Nenhum                                     | N/A | Ignorant Art                           | 2011 | [ 1 ]         |
| "Trouble" †                              | Jennifer Hudson                            | Iggy Azalea Judith Hill Isabella Summers The Invisible Men Salt Wives Jon Turner                                                     | Reclassified                           | 2014 | [ 14 ]        |
| "Walk the Line"                          | Nenhum                                     | Iggy Azalea Kurtis McKenzie The Invisible Men Jon Turner                                                                             | The New Classic                        | 2014 | [ 10 ]        |
| "Waste It All" *                         | Trey Songz                                 | N/A | N/A                                    | 2012 | [ 67 ]        |
| "We Go Hard"                             | T.I. Spodee                                | N/A | G.D.O.D. II                            | 2014 | [ 68 ]        |
| "We in This Bitch"                       | Nenhum                                     | Iggy Azalea The Invisible Men Salt Wives Jon Turner                                                                                  | Reclassified                           | 2014 | [ 14 ]        |
| "Whatchu Lookin At"                      | Nenhum                                     | N/A | Nenhum                                 | 2013 | [ 69 ]        |
| "Wickedest Style"                        | Sean Paul                                  | Jason "Jigzagula" Henriques Sean Paul Keyz Polow da Don Iggy Azalea                                                                  | Full Frequency                         | 2013 | [ 70 ]        |
| "Work" †                                 | Nenhum                                     | Iggy Azalea The Invisible Men Trocon Markous Roberts Natalie Sims                                                                    | The New Classic                        | 2013 | [ 10 ]        |
| "Yo El Ray"                              | Nenhum                                     | N/A | TrapGold                               | 2012 | [ 8 ]         |
| "You"                                    | YG                                         | N/A | Ignorant Art                           | 2011 | [ 1 ]         |